# 이충무공 어머니 사시던 곳
이충무공 어머니 사시던 곳은 대한민국 전라남도 여수시 웅천동에 있다. 2013년 6월 24일 여수시의 문화유산 제1호로 지정되었다.

## 개요
이순신 장군의 어머니 변씨 부인이 임진왜란 때 5년 동안 사시던 곳이며 부하 장수 정대수의 집터이기도 하다. 현재의 건물은 2015년 신축한 것으로 정면 5칸, 측면 3칸 팔작지붕이며, 사랑채, 관리실 등 부속 건물이 있다.

## 현지 안내문
충무공 이순신 장군의 어머니와 가족들이 임진왜란이 일어난 다음해인 1593년부터 약 5년동안 사셨던 곳이다. 효성이 지극했던 이순신 장군은 충청도 아산에 계시던 어머니를 비롯한 가족들을 여기 송현마을 정대수 장군의 집에 모셨다. 
아침저녁은 물론 전투에 나갈 때마다 문안을 드리는 등 지극한 정성으로 어머니를 모셨던 곳으로 예전의 건물은 없으며, 현재의 건물은 2015년 신축된 것이다.
1972년 이곳에서 당시에 사용되었던 것으로 추정되는 맷돌, 디딜방아용 돌절구, 솥 등의 유물이 발견되었다.
진남관이 있는 전라좌수영이 충(을 실천한 곳이라면 이곳은 효(孝)를 실천한 곳으로, 그 역사적 가치가 높다.